# Listen Before I Go
〈Listen Before I Go〉는 미국의 가수 빌리 아일리시의 노래로, 아일리시의 첫 정규 음반인 《When We All Fall Asleep, Where Do We Go?》에 수록되어 있다. 아일리시와 오빠인 피니어스 오코넬이 공동으로 작사와 작곡을 맡았으며, 프로듀싱은 피니어스 혼자서 작업하였다. 오스트레일리아와 캐나다, 미국에서는 골드를 인증 받았다. 또한 빌보드 핫 100에 63위까지 올라갔으며, 오스트레일리아에서는 29위, 캐나다에서는 42위, 스웨덴에서는 71위, 그리고 네덜란드에서는 73위를 달성하였다.

## 작사와 작곡
음악 악보 웹사이트인 Musicnotes.com에 의하면 〈Listen Before I Go〉는 분당 비트(BPM)이 50으로 느린 편에 속하며, 다장조로 연주된다. 아일리시가 이 노래 내에서는 E3에서 G4까지의 음역대를 사용하여 노래를 부른다.
가사에서는 아일리시가 애인에게 자신이 자살하기 전에 해야 할 말을 들으라고 말하는 내용이다. 아일리시는 자신이 죽기 전에 그들이 와서 마지막 소원을 들어주길 원하고, 이어서 친구들에게 "Tell them that I love them/And I'll miss them"라고 말하면서 자신이 계획한 것을 친구들에게 알리라고 말한다. 처음 아일리시는 미안하지 않다고 했지만, 곡의 마지막 부분에는 "Sorry"를 언급하면서, 자신이 앞으로 무엇을 할 것인지, 그리고 이게 사랑하는 사람들에게 어떤 영향을 미칠 것인지에 대한 후회를 암시하고 있다.
피니어스는 이 곡이 너무 무겁고 슬퍼서 음반에 수록될 지 말지에 대해 가장 많은 말이 오갔던 곡이라고 언급하였다. 그리고 피치포크와의 인터뷰에서 피니어스는 "〈Listen Before I go〉라는 곡의 중간에서는 정말 강렬한 베이스 드롭 신스가 있는데, 그 신스가 노래에 들어있는 다른 모든 것과 상충되었다. 왜냐하면, 이 노래는 정말 좋고, 그리고 여기에는 시보드로 연주하여 만든 왜곡된 베이스 소리가 들어있기 때문이다. 내 생각엔 아마 그게 우리가 어두운 질감과 소리를 겪게 되는 가장 큰 변화일 것이다."라고 언급하였다.

## 반응
〈Listen Before I Go〉는 대부분 호평을 받았다. 인사이더의 리비 토레스는 아일리시의 모든 노래에 순위를 매기는 기사에서 이 노래를 31개 곡 중 17위로 선정하고, 10점 만점에 8.53점을 부여하면서 아일리시의 공기와 같은 가벼운 보컬이 가장 잘 들어놓았으며, 가사를 보았을 때도, 가슴 아프고 완전히 공감할 수 있는 곡으로, 아일리시가 노래에 얼마나 깊이 들어갈 수 있는지를 단번에 보여준다고 언급하였다. 이스턴 에코의 커티스 딘위들은 이 곡에서 아일리시의 보컬이 피아노 발라들르 만나면서 감정이 더욱 커진다고 말하면서, 가사가 암울할수록 아일리시의 가창력은 잊혀지지 않는 시로 표현되는 것 같다고 표현하였다.
〈Listen Before I Go〉는 빌보드 핫 100 차트에서 63위로 데뷔하였다. 아일리시는 동시에 음반에 수록된 다른 여러 곡들도 차트인을 시키면서 여성 아티스트들 중에 14곡으로 가장 많은 곡을 차트인한 아티스트가 되었다. 이외에도 라트비아에서 17위, 리투아니아에서 18위, 오스트레일리아에서 29위, 캐나다에서 42위, 스웨덴에서 71위, 마지막으로 네덜란드에서 73위를 기록하였다. 또한 미국의 미국 음반 산업 협회(RIAA), 캐나다의 뮤직 캐나다(MC), 오스트레일리아의 오스트레일리아 음반 산업 협회(ARIA)에서 각각 골드를 인증받았다.

## 라이브 공연
아일리시는 〈Listen Before I Go〉를 첫 번째로 열린 애플 뮤직 어워드에서 올해의 아티스트 상을 수상한 뒤에 스티브 잡스 시어터에서 이 노래로 공연을 하였다. 또한 발매를 하기 이전 콘서트에서 몇 번 부른 적이 있으며, 발매 후에도 2019년에 진행한 투어 《When We All Fall Asleep Tour》와, 2020년에 진행하다가 코로나19 범유행으로 대부분의 일정이 연기 및 취소된 투어 《Where Do We Go? World Tour》의 세트리스트에 노래가 포함되었다.

## 크레딧
크레딧은 타이달과 《When We All Fall Asleep, Where Do We Go?》의 라이너 노트에서 발췌하였다.
- 빌리 아일리시 - 보컬, 작사 및 작곡
- 피니어스 오코넬 - 프로듀싱, 작사 및 작곡
- 케이시 쿠아요 - 추가 믹싱
- 존 그린햄 - 마스터링 엔지니어
- 롭 키넬스키 - 믹싱

## 차트
| 차트 (2019)                 | 최고 순위 |
| --------------------------- | --------- |
| 오스트레일리아 (ARIA)       | 29        |
| 캐나다 (캐나디안 핫 100)    | 42        |
| 라트비아 (LAIPA)            | 17        |
| 리투아니아 (AGATA)          | 18        |
| 네덜란드 (싱글 톱 100)      | 73        |
| 스웨덴 (스베리예토프리스탄) | 71        |
| 미국 빌보드 핫 100          | 63        |

## 인증
| 국가                               | 인증 | 판매량/출하량 |
| ---------------------------------- | ---- | ------------- |
| 오스트레일리아 (ARIA)              | 골드 | 35,000        |
| 캐나다 (뮤직 캐나다)               | 골드 | 40,000        |
| 미국 (RIAA)                        | 골드 | 500,000       |
| 판매량+스트리밍을 기반으로 한 인증 |      |               |

## 발매 일정
| 지역 | 날짜            | 포맷                     | 레이블            | 출처   |
| ---- | --------------- | ------------------------ | ----------------- | ------ |
| 세계 | 2019년 3월 29일 | 디지털 다운로드 스트리밍 | 다크룸 인터스코프 | [ 24 ] |